# Kugelkopf-Flockenblume
Die Kugelkopf-Flockenblume (Centaurea sphaerocephala) ist eine Pflanzenart aus der Gattung der Flockenblumen (Centaurea) in der Familie der Korbblütler (Asteraceae).

## Merkmale
Die Kugelkopf-Flockenblume ist eine aufsteigende bis aufrechte, ausdauernde Pflanze, die Wuchshöhen von 10 bis 70 Zentimeter erreicht. Sie ist wenig verzweigt und gerippt. Die Blätter sind spinnwebenartig-wollig und drüsig sowie stachelspitzig. Die unteren Blätter sind bis zu 8 Zentimeter lang, leierförmig und haben spitze, grob gezähnte Abschnitte, die oberen sind gezähnt bis ganzrandig und umfassen mehr oder weniger den ganzen Stängel. Die Blüten bilden zusammen blütenähnliche Köpfchen, die einzeln an den Stängelenden sitzen. Die Hülle ist 3,5 Zentimeter breit. Die Hüllblätter sind dachziegelartig angeordnet. Ihre Anhängsel sind rötlich braun und zurückgebogen und haben 5 bis 13 gelbliche, handförmig angeordnete Stacheln, von denen gewöhnlich der mittlere etwas länger ist. Alle Blüten sind röhrenförmig, fünfzipflig, purpurn und bis zu 1,5 Zentimeter lang. Die äußeren Blüten sind steril und vergrößert, die inneren fertil und kleiner. Die Frucht ist eine bis zu 4,5 Millimeter lange Achäne mit einem borstigen Haarkranz, der bei den äußersten Achänen fehlt.
Blütezeit ist von (April) Mai bis Juli (November)
Die Chromosomenzahl beträgt 2n = 22 oder 44.

## Vorkommen

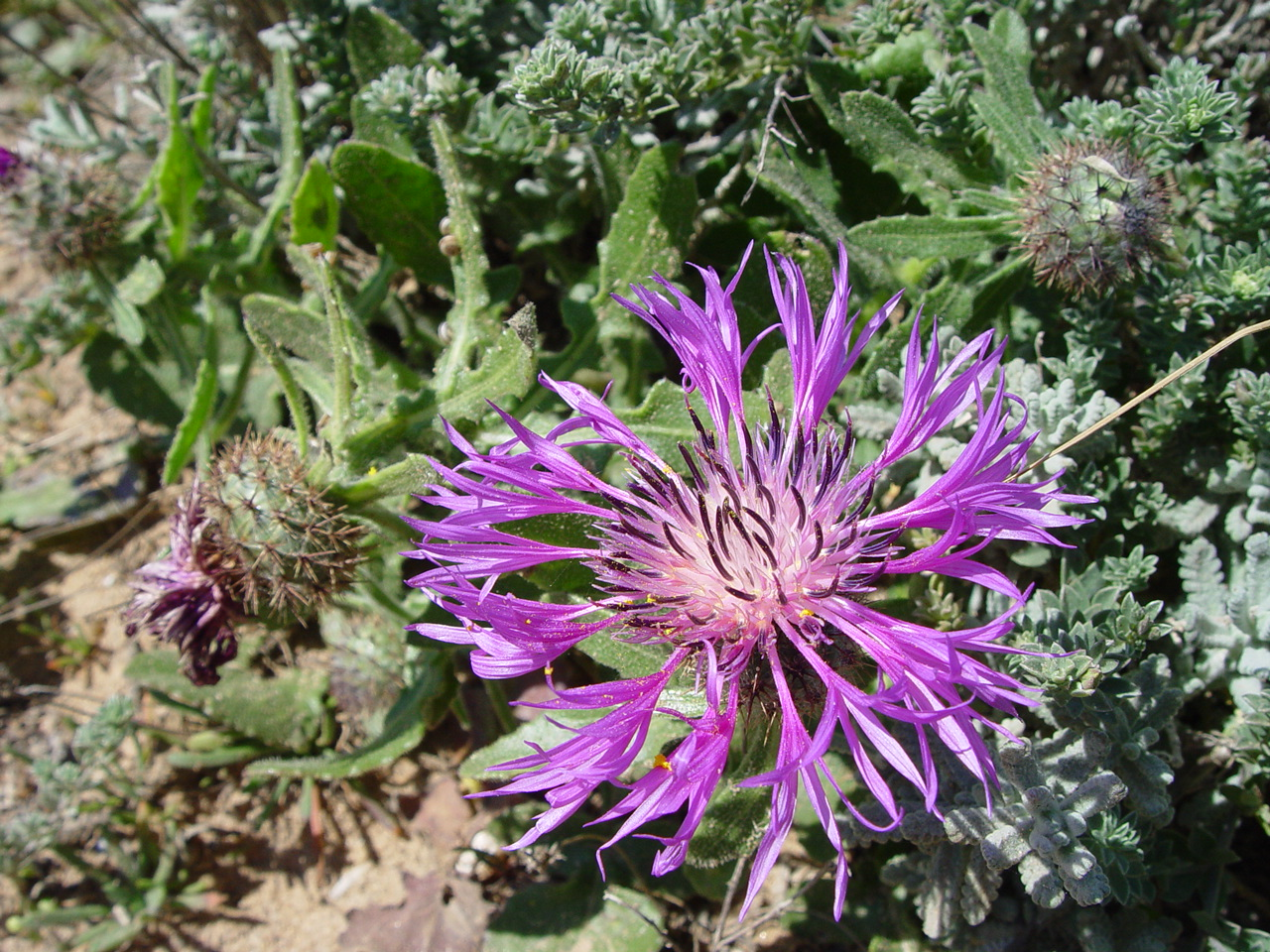
Kugelkopf-Flockenblume (Centaurea sphaerocephala)

Die Kugelkopf-Flockenblume kommt vom westlichen Mittelmeergebiet von Marokko, Algerien, Tunesien, Spanien, Gibraltar, Portugal, Sardinien, Sizilien, Korsika, östlich bis nach Italien und Libyen vor. In Madeira ist sie ein Neophyt. Sie wächst auf küstennahen Dünen und sandigen Stellen.

## Systematik
Man kann folgende Unterarten unterscheiden:
- Centaurea sphaerocephala L. subsp. sphaerocephala: Sie kommt in Spanien, Portugal, Gibraltar, Italien, Sardinien, Sizilien und in Korsika vor.[3]
- Centaurea sphaerocephala subsp. lusitanica (Boiss. & Reut.) Nyman: Sie kommt ursprünglich in Portugal vor und ist in Madeira ein Neophyt.[3]
- Centaurea sphaerocephala subsp. malacitana (Boiss.) Dostál: Sie kommt in Spanien vor.[3] Die Chromosomenzahl beträgt 2n = 22.[2]
- Centaurea sphaerocephala subsp. polyacantha (Willd.) Dostál: Sie kommt in Marokko, Portugal und in Spanien vor.[3] Die Chromosomenzahl beträgt 2n = 22.[2]